# Waltraud Schwammer
Waltraud Schwammer (* 18. November 1962) ist eine österreichische Politikerin der Österreichischen Volkspartei (ÖVP). Sie war von 2012 bis 2015 Abgeordnete zum Steiermärkischen Landtag. Darüber hinaus ist sie seit 2005 Bürgermeisterin der Gemeinde Dechantskirchen und Religionslehrerin.

## Politik
Schwammers Weg führte über den Pfarrgemeinderat, in dem sie als ausgebildete Religionslehrerin fünf Jahre lang Vorsitzende war, in die Politik. Gleich bei ihrem ersten Antreten wurde sie bei den Gemeinderatswahlen 2005, als erste Frau im Bezirk Hartberg, als politische Quereinsteigerin in der Gemeinde Dechantskirchen zur Bürgermeisterin gewählt. 2010 konnte sie mit ihrem Team noch weitere drei Gemeinderatsmandate dazu gewinnen. In der Gemeinde setzte sie Initiativen zur Schaffung eines Gewerbegebiets sowie für die Errichtung des Sportzentrums und des Musikhauses.
Schwammer ist weiters Obfrau der örtlichen ÖVP und Obmannstellvertreterin der Bezirks-ÖVP. Darüber hinaus ist sie Leaderobfrau der Region „Steirisches Wechselland“ und Mitglied im Ausschuss für Gesundheit und Pflege.
Am 17. Jänner 2012 wurde Schwammer als Nachfolgerin von Angelika Neuhold im Landtag angelobt. Dort war sie Sprecherin der ÖVP für Bildung. Ihre erste Rede hielt sie am 24. April 2012 zum Thema „massive Eingriffe in das Europaschutzgebiet Nr. 27 Lafnitztal–Neudauer Teiche“. Nach den schweren Verlusten der ÖVP bei der Landtagswahl schied sie im Juni 2015 aus dem Landtag wieder aus.

## Ausbildung und Beruf
Schwammer ist ausgebildete Religionslehrerin. Sie besuchte die Religionspädagogische Akademie Graz. 2011 feierte sie ihr 25-jähriges Dienstjubiläum. Als solche ist sie jedoch wegen ihrer politischen Tätigkeit karenziert.